# برستون جاكوبس
برستون جاكوبس (بالإنجليزية: Preston Jacobus)‏ هو سياسي أمريكي، ولد في 25 فبراير 1864 في مقاطعة ساسكس في الولايات المتحدة، وتوفي في 28 نوفمبر 1911. حزبياً، نشط في الحزب الجمهوري.